# 발리우드 헐리우드
《발리우드 헐리우드》(Bollywood/Hollywood)는 캐나다, 인도에서 제작된 디파 메타 감독의 2002년 멜로/로맨스, 코미디, 드라마, 뮤지컬 영화이다. 라훌 칸나 등이 주연으로 출연하였고 데이빗 해밀턴 등이 제작에 참여하였다.

## 출연

### 주연
- 라훌 칸나
- 리사 레이

### 조연
- 무수미 샤터지
- 디나 퍼닥
- 커브허스한 카반다
- 랜짓 초우드리
- 제시카 파레

## 기타
- 공동제작: 로버트 워데이머
- 미술: 타마라 데버렐
- 의상: 앤 딕슨

## KBS 성우진 (2005년 2월 7일)
- 김민석 - 라훌(라훌 칸나)
- 강희선 - 수(리사 레이)
- 안경진 - 트윙키(리쉬마 말리크)
- 박규웅 - 바비(자즈 만)
- 이선영 - 라훌의 어머니(무슈미 샤터지)
- 정민희 - 라훌의 할머니(디나 파탁)
- 유강진 - 수의 아버지(쿨부스한 카르반다)
- 최옥희 - 수의 어머니(닐람 만싱)
- 김정호 - 로키(랜짓 초우드리)
- 성선녀 - 루시(리사 개스퍼리)
- 김우정 - 고빈(아룸 롬바르디-싱)
- 손선근 - 스티비(다몬 디 올리베라)
- 정미경
- 민지